# Panesthia strelkovi
Panesthia strelkovi är en kackerlacksart som beskrevs av Bei-Bienko 1969. Panesthia strelkovi ingår i släktet Panesthia och familjen jättekackerlackor. Inga underarter finns listade i Catalogue of Life.